# 冈夫
冈夫（1907年—1998年），原名王玉堂，笔名陈迹、沙雨、沙玉、季玉、冈捷耶夫、宇堂、山仁、昂夫等，男，山西武乡人，中国诗人。